# 100 каба гайди
„100 каба гайди“ е български фолклорен оркестър, създаден през 1961 г. в гр. Смолян, с главен организатор и диригент Апостол Кисьов. След 1965 г. начело застава концерт-майстор Анастас Иванов (бай Тасо). През годините е наброявал над 100 участници от Средните Родопи на възраст от 40 до 75 години, но през последните години участие взимат и деца-гайдари.
След дългогодишна дейност към Профсъюзен дом на културата в гр. Смолян, от 1992 г. оркестърът продължава своята дейност към читалище „Орфееви гори“ в смолянския квартал Райково. Първата ярка изява на оркестъра е на откриването на народния събор–надпяване „Рожен-61“. От тогава датира традицията всички Роженски събори на народното творчество да бъдат откривани с изпълнения на 100-те каба гайди, превръщайки се в емблема на родопския фолклор.
След създаването си оркестърът започва активна концертна дейност в страната и осъществява турнета в Унгария, Русия и Чехия, откъдето носи много награди и отличия.
От 1995 г. популяризира родопския фолклор, като участва във фолклорни фестивали в гр. Копривщица, гр. Кермен, с. Ковачево, с. Широка лъка, участват в мащабни събития (като бенефиса на Христо Стоичков), концертират чрез самостоятелни и сборни програми в страната и чужбина.